# Sabrina Harman

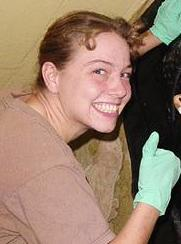
Sabrina Harman posiert mit der Leiche des zu Tode gefolterten Irakers Manadel al-Jamadi

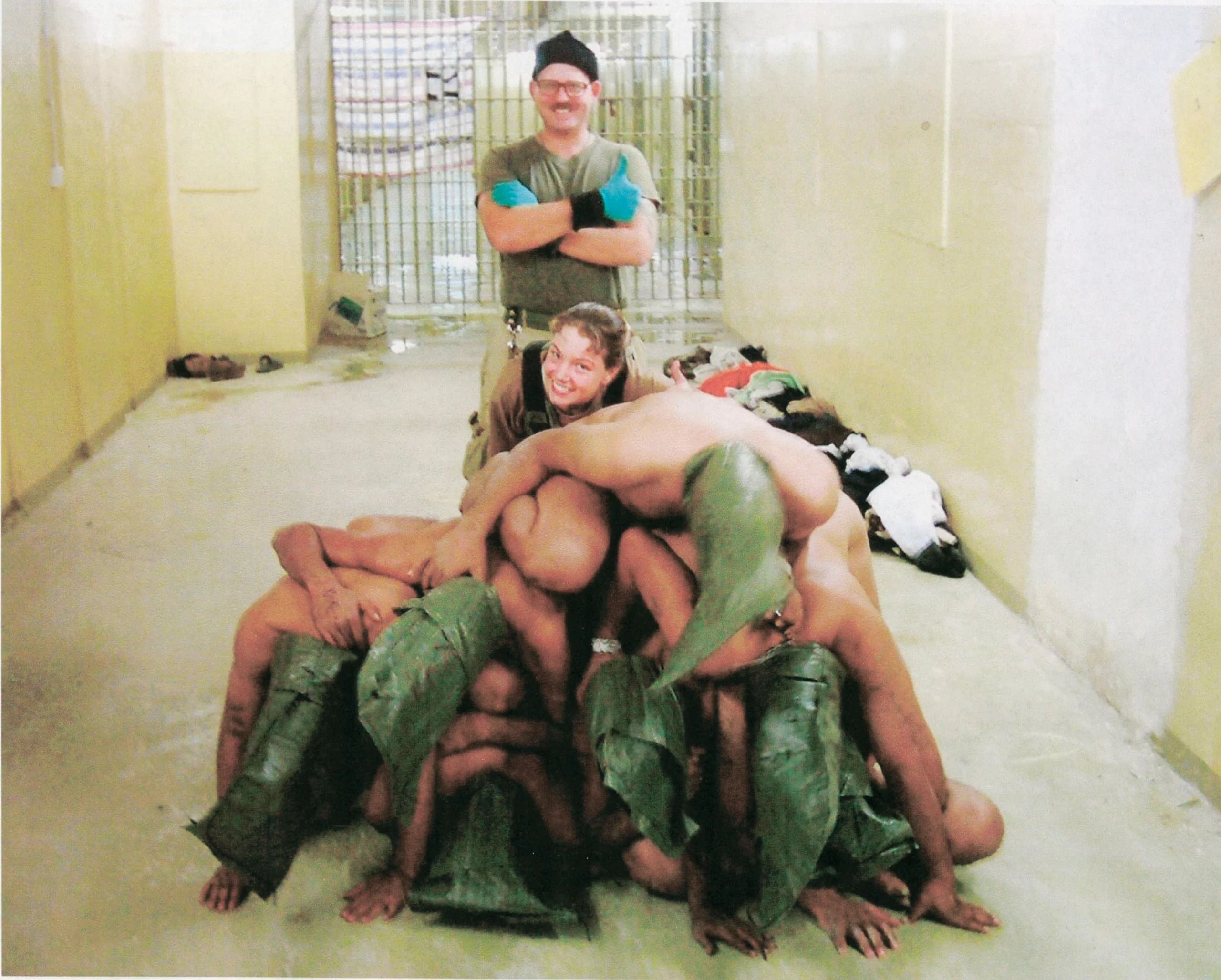
Charles Graner und Sabrina Harman posieren hinter einer menschlichen Pyramide aus irakischen Gefangenen im Gefängnis von Abu Ghuraib

Sabrina Harman (* 5. Januar 1978 in Lorton, Virginia) ist eine ehemalige US-amerikanische Soldatin.

## Leben
Harman war eine Schlüsselfigur im Abu-Ghuraib-Folterskandal. Gemeinsam mit Lynndie England und Charles Graner war sie an Folterungen und Demütigungen von Insassen des Abu-Ghuraib-Gefängnisses beteiligt. Dabei ließ sie sich mehrfach fotografieren. Die Fotos gelangten an die Öffentlichkeit und lösten eine Welle der Entrüstung aus. Unter anderem war sie auf einem Foto mit der Leiche des Irakers Manadel al-Jamadi. Dieser war von Amerikanern zu Tode gefoltert worden und Harman hatte grinsend über ihm posiert.
Wegen ihrer Verstöße gegen die Menschenrechte wurde die Soldatin aus der Army entlassen und zu sechs Monaten Gefängnis verurteilt, die sie absaß.
Am 20. Oktober 2003 schilderte sie ihrer Familie in zwei Briefen ihren Tagesablauf. Der erste Brief beginnt mit der Beschreibung ihrer Aufsichtstätigkeit über die unter 18-jährigen männlichen Gefangenen.

“I have watch of the 18 and younger boys. I hear, misses! Misses! I go downstairs and flash my light on this 16 year old sitting down with his sandal smacking ants. Now these ants are Iraqi ants, LARGE! So large they could carry the family dog away while giving you the finger! LARGE. And this poor boy is being attacked by hundreds. All the ants in the prison came to this one boys cell and decided to take over. All I could do was spray Lysol. The ants laughed at me and kept going.”

„Ich habe die Aufsicht über die 18-jährigen und jüngeren Jungen. Ich höre: Misses! Fräulein! Ich gehe die Treppe runter und zücke meine Taschenlampe auf den 16-Jährigen, der sich hinsetzt und mit seinen Sandalen Ameisen erschlägt. Diese Ameisen sind irakische Ameisen, RIESIG! So groß, dass sie den Familienhund wegtragen könnten, während sie einem den Finger zeigen! RIESIG. Und dieser arme Junge wird von Hunderten angegriffen. Alle Ameisen im Gefängnis kamen in diese Einzelzelle und beschlossen, sie zu übernehmen. Alles, was ich tun konnte, war, Lysol zu versprühen. Die Ameisen lachten mich aus und machten weiter.“

Der zweite Brief ist von noch stärkerer Resignation gezeichnet. Auszug:

“The only reason I want to be there is to get the pictures and prove that the US is not what they think. But I don't know if I can take it mentally. What if that was me in their shoes. These people will be our future terrorist. Kelly, its awful and you know how fucked I am in the head. Both sides of me think its wrong. I thought I could handle anything. I was wrong.”

„Der einzige Grund, warum ich dort sein will, ist Fotos zu machen und zu beweisen, dass die US nicht das sind, was sie denken. Aber ich weiß nicht, ob ich es psychisch schaffe. Was wäre, wenn ich an ihrer Stelle wäre. Diese Leute werden unsere zukünftigen Terroristen. Kelly, es ist gruselig und du weißt, wie beschissen ich mich fühle. So oder so halte ich es für falsch. Ich dachte, ich käme mit allem zurecht. Ich lag falsch.“